# Lijst van nationale parken in Zweden

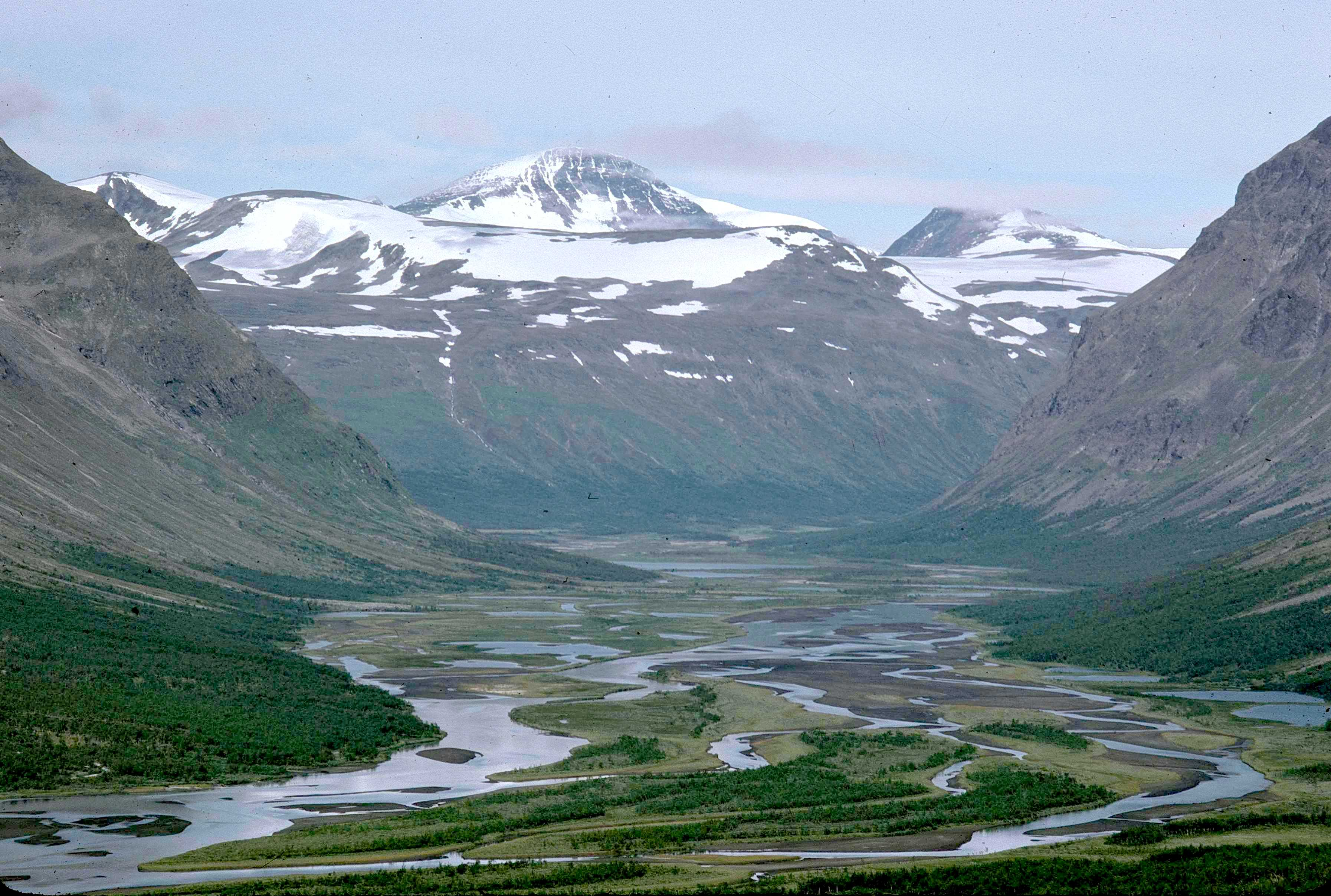
Het Rapadal in Sarek; een van de oudste en grootste nationale parken van Zweden.

Er zijn 31 nationale parken in Zweden, die worden beheerd door Naturvårdsverket, het Zweedse Bureau voor Natuurbescherming. De eerste parken werden gesticht in 1909, en waren daarmee de eerste in Europa. De parken bestaan met name uit bergachtige (90%) en bosachtige gebieden. Vier van de noordelijke parken maken deel uit van het werelderfgoed Laponia, een westelijk gelegen park maakt deel uit van het werelderfgoed Hoge Kust.

## Lijst van de parken
Hier volgt een lijst van de 31 nationale parken, ze zijn ongeveer van noord naar zuid gerangschikt (zie de kaart voor de precieze locaties):

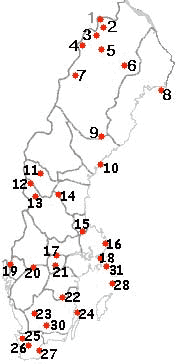
Kaart van Zweden met de locaties van de parken

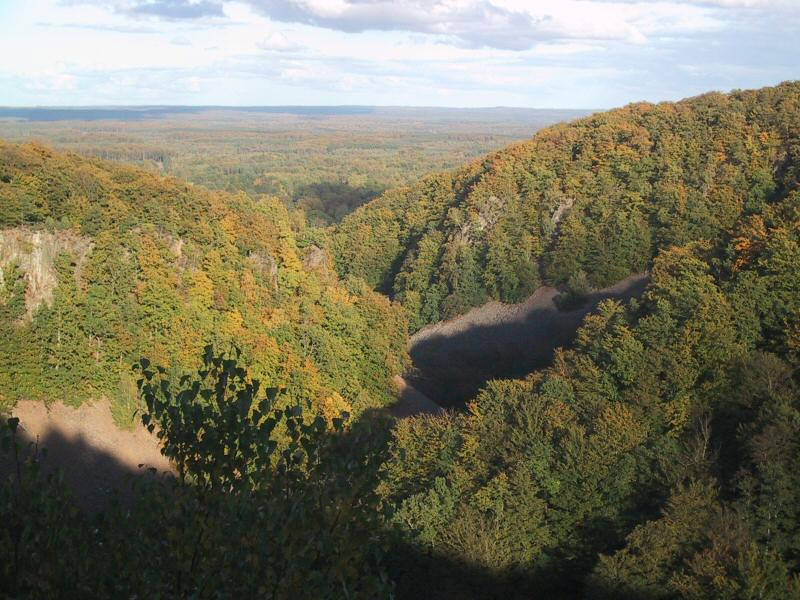
Söderåsen, in de Zuid-Zweedse provincie Skåne

| Naam park                     | Provincie                         | Grootte    | Ingesteld | Foto |
| ----------------------------- | --------------------------------- | ---------- | --------- | ---- |
| Vadvetjåkka                   | Norrbottens län                   | 2.630 ha   | 1920      |      |
| Abisko                        | Norrbottens län                   | 7.700 ha   | 1909      |      |
| Stora Sjöfallet/Stuor Muorkke | Norrbottens län                   | 127.800 ha | 1909      |      |
| Padjelanta/Badjelánnda        | Norrbottens län                   | 198.400 ha | 1962      |      |
| Sarek                         | Norrbottens län                   | 197.000 ha | 1909      |      |
| Muddus/Muttos                 | Norrbottens län                   | 49.340 ha  | 1942      |      |
| Pieljekaise                   | Norrbottens län                   | 15.340 ha  | 1909      |      |
| Haparanda Skärgård            | Norrbottens län                   | 6.000 ha   | 1995      |      |
| Björnlandet                   | Västerbottens län                 | 1.100 ha   | 1991      |      |
| Skuleskogen                   | Västerbottens län                 | 2.360 ha   | 1984      |      |
| Sånfjället                    | Jämtlands län                     | 2.620 ha   | 1909      |      |
| Töfsingdalen                  | Dalarnas län                      | 1.615 ha   | 1930      |      |
| Fulufjället                   | Dalarnas län                      | 38.500 ha  | 2002      |      |
| Hamra                         | Gävleborgs län                    | 1383 ha    | 1909      |      |
| Färnebofjärden                | Gävleborgs län & Västmanlands län | 10.100 ha  | 1998      |      |
| Ängsö                         | Stockholms län                    | 195 ha     | 1909      |      |
| Garphyttan                    | Örebro län                        | 111 ha     | 1909      |      |
| Tyresta                       | Stockholms län                    | 1.970 ha   | 1993      |      |
| Tresticklan                   | Västra Götalands län              | 2.897 ha   | 1996      |      |
| Djurö                         | Västra Götalands län              | 1.600 ha   | 1991      |      |
| Tiveden                       | Örebro län & Västra Götalands län | 1350 ha    | 1983      |      |
| Kosterhavet                   | Västra Götalands län              | 40.000 ha  | 2009      |      |
| Norra Kvill                   | Kalmar län                        | 114 ha     | 1927      |      |
| Store Mosse                   | Jönköpings län                    | 7.850 ha   | 1982      |      |
| Blå Jungfrun                  | Kalmar län                        | 198 ha     | 1926      |      |
| Åsnen                         | Kronobergs län                    | 2.000 ha   | 2018      |      |
| Söderåsen                     | Skåne län                         | 1.625 ha   | 2002      |      |
| Dalby Söderskog               | Skåne län                         | 36 ha      | 1918      |      |
| Stenshuvud                    | Skåne län                         | 390 ha     | 1986      |      |
| Gotska Sandön                 | Gotlands län                      | 4490 ha    | 1909      |      |
| Nämdöskärgården               | Stockholms län                    | 25300 ha   | 2025      |      |

## Plannen voor toekomstige parken
De Zweedse overheid was in 2008 van plan 13 nieuwe nationale parken op te richten en 7 bestaande parken uit te breiden. Nationaal park Kosterhavet is in september 2009 als eerste van deze nieuwe serie opgericht.

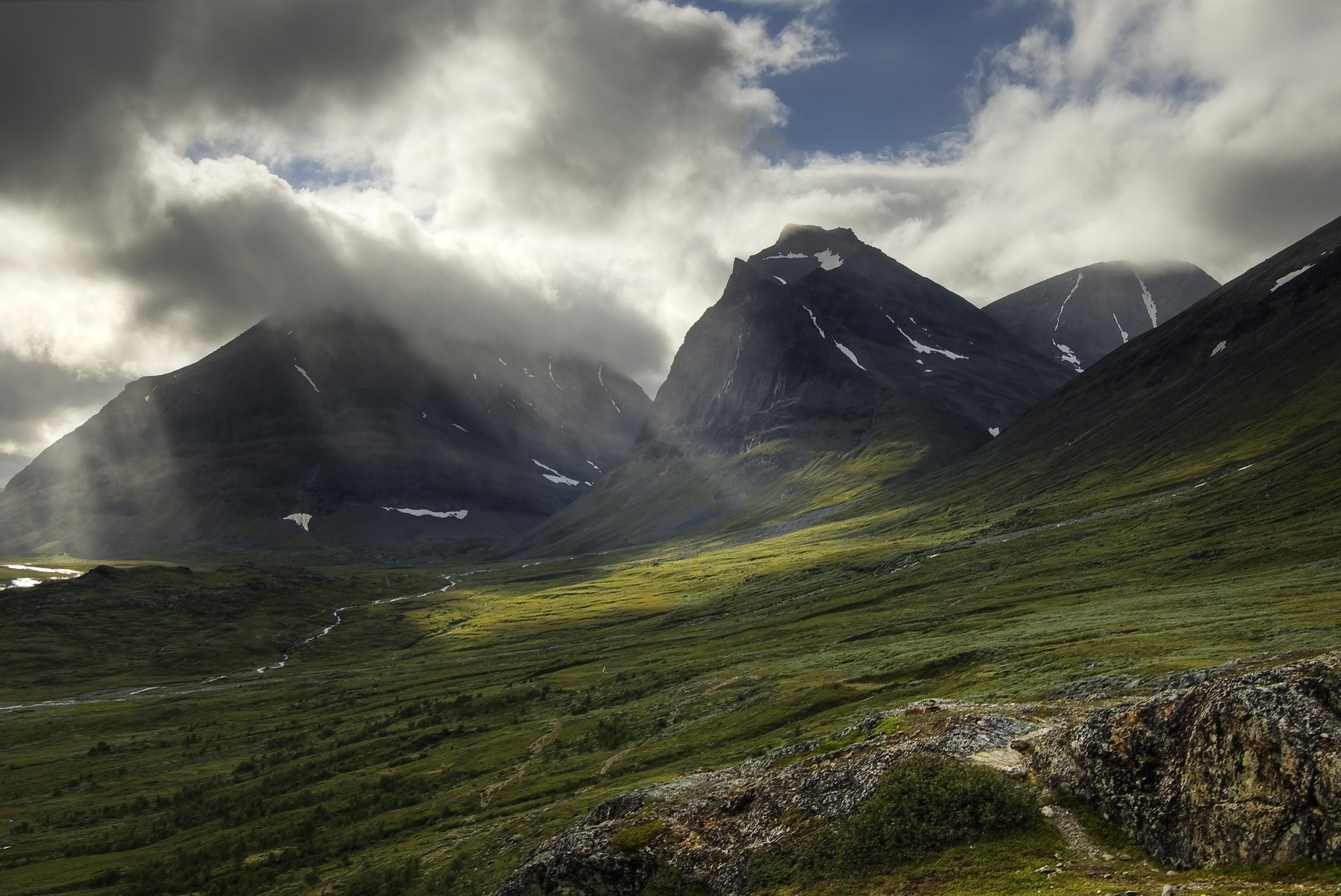
Het gebied rond Kebnekaise, de hoogste berg van Zweden, is een van de 13 geplande nationale parken.

Het plan was voor 2013 de parken Bästeträsk (Gotlands län) (5.000 ha), Blaikfjället (Västerbottens län) (40.000 ha), Kebnekaise (Norrbottens län) (65.000 ha), Tavvavuoma (Norrbottens län) (40.000 ha) en Vålådalen–Sylarna (Jämtlands län) (230.000 ha) op te richten, maar dat gebeurde niet. Het plan om in Vålådalen–Sylarna een nationaal park op te richten werd in 2029 zelfs opgegeven
Wel werd in 2018 het Nationaal park Åsnen opgericht.  
Andere in het plan van 2008 beoogde nationale parken zijn Bästeträsk (Gotlands län) (5.000 ha), Blaikfjället (Västerbottens län) (40.000 ha), Kebnekaise (Norrbottens län) (65.000 ha), Tavvavuoma (Norrbottens län) (40.000 ha) en Vålådalen–Sylarna (Jämtlands län). Van deze parken kwam tot nu toe alleen Nationaal park Nämdöskärgården tot stand (in 2025).. De Zweedse natuurbeschermingsdienst kreeg verder de opdracht om met voorbereidingen te starten om 4 gebieden van bosbouwer Sveaskog op termijn als nationaal park te kunnen erkennen (Böda en Hornsö (Kalmar län), Halle- och Hunneberg (Västra Götalands län) en Hornslandet (Gävleborgs län).